# Branimir Čilić
Bramir Čilić (Zagreb, 12. ožujka 1949. – Zagreb, 13. siječnja 2025.) akademski slikar rodom iz Međugorja, diplomirao je slikarstvo na akademiji likovnih umjetnosti u Zagrebu u klasi profesora Raula Goldonija. Od 1981. do 1988. godine samostalno izlaže u nizu gradova i mjesta: Zagreb - 9 izložbi, Dubrovnik -2 izložbe, Klek, Slano, Herceg-Novi, Sarajevo, Cavtat, Čitluk, Mostar, Neu-Ulm, Stuttgart, Uim, Slavonski Brod, Seul (Koreja). U ovom razdoblju uglavnom izlaže u galerijama. 
Ovaj samostalni umjetnik iz Zagreba autor je i nekoliko stotina umjetničkih djela uglavnom s religijskom tematikom, a izradio je i ciklus slika-križeva te imao izložbe o stradanju Hrvata diljem RH i BiH.  Poznat je po osmišljavanju logotipa i dvaju plakata povodom dolaska pape Ivana Pavla II. u Dubrovnik. Na jednom plakatu je stilizirani starohrvatski pleter, križ i lik svetog Oca, a na drugom plakatu su boje svetog Oca i stilizirana hrvatska trobojnica, te križ kojeg Čilić stalno slika. Organizacijski odbor za doček Svetog oca Dubrovačke biskupije pohvalio je njegov rad, a Čilić je dobio umjetničku slobodu izražavanja. 
Smrt Svetog oca Branimira Čilića zatekla je u Dubrovniku, gdje je spremao svoje umjetničke slike za Franjevački samostan u Rijeci Dubrovačkoj. Slike iz ciklusa "Križni put" krasile su Franjevački samostan, čiji je gvardijan gra Josip Sopta, franjevac iz Hercegovine. Zatečen smrću svetog Oca nije mogao ništa komentirati, samo je kazao kako riječi nisu dostatne, pa će se uskoro, opet izraziti kao umjetnik, slikom. Branimir Čilić je sa svojim velikim slikama, križevima obišao BiH i Hrvatsku.
Autor je i plakata blažene Marije Propetog Isusa Petković. O tomu je bila prikazana i dokumentarna televizijska serija "Bog je moderan", autorice Suzane Hetrich, urednice na HTV-u. Savjetnik u ovoj seriji je također Branimir Čilić, a dosta materijala snimljeno je po BiH.
Od 1988. godine unutar udruge "Art 88" pokrenuo je realizaciju multimedijskog prezentiranja art projekta "Hrvatska na križu, križ u Hrvatskoj",  koji je započeo u Sv. Križu Začretje, a završit će se 18. studenoga u (33. mjestu) Vukovaru.
Od 1990. godine, osim tridesetak samostalnih izložbi u galerijama i drugim prostorima (Zagreb - 5 izložbi, Dortmund, Metman, Kempten, Braunschvveig, Duisburg, Koln, Bonn, Mechede, Berlin, Kijevo, Knin, Slunj, Mostar, Čitluk, Međugorje, Imotski, Ljubuški, Široki Brijeg, Čapljina, Klek, Dubrovnik, Sv. Križ Začretje) započinje i s drukčijim oblicima umjetničkog prezentiranja: inscenacijama (Zagreb, Bensberg, Ansberg, Bleiburg), multimedijskim komuniciranjem (Dortmund) i događanjima (Sv. Križ Začretje).
Osobitu medijsku pažnju doživio je 1999. godine na aukciji koja je u Širokom Brijegu održana za pomoć Hrvatima zatočenim u Haagu. Portret ratnog ministra obrane Gojka Šuška prodao se za čak 350 000 tadašnjih njemačkih maraka.
U srpnju i kolovozu 2011. slika generala Ante Gotovine koju je izradio obišla je tri mjesta u Hrvatskoj; Vukovar, Vrgadu i Vranu, opisavši posebni krug obilježen s tri slova "V" kojima navedena mjesta počinju i koje odavno predstavlja općepoznati simbol za pobjedu. Slika je bila najprije ponesena u Vukovar, a potom se preko Pakoštana vratila na Vrgadu, gdje Čilić sudjeluje u opsežnom umjetničkom projektu preporoda kulturnog života na ovom otoku. Slika je izložena na vrgadinskom trgu, poznatom po jedinstvenom nazivu "Ulica", koji danas nosi ime poginulog branitelja s Vrgade, Elia Banova, i pobudila je odmah pozornost i simpatije prolaznika koji su se uz nju i fotografirali. Potom je, na Dan domovinske zahvalnosti slika prenesena u Vranu, u Maškovića han, gdje je tijekom Domovinskog rata bio zapovjedni stožer ovoga područja. Od tamo je, general krenuo u oslobodilačke akcije, poručivši prije odlaska: "Čuvajte mi Vranu!"
Umjetnik Čilić je trenutačno na relaciji Dubrovnik-Grude-Zagreb, a voditelj je Umjetničke udruge Art 88 koja okuplja umjetnike iz Hrvatske i BiH.

### Istaknute izložbe
- 9. svibnja 2007. - u prostorijama "Hrvatskoga slova" i "Hrvatske kulturne zaklade" svečano otvorena izložba Branimira Čilića "Hrvatski Križni put". U sklopu otvaranja izložbe prikazan je i film o radu Branimira Čilića "Pod ovim znakom češ pobijediti". Ovaj film, koji je nastao u produkciji HRT-a, sam po sebi ima visoku umjetničku vrijednost, a snimljen je 2003. godine prigodom dolaska pape Ivana Pavla II u Dubrovnik. Izložba je trajala do 04.06.2007.
- 15. kolovoza 2008. - održana izložba pod morem u Pakoštanima
- 8. prosinca 2008. - započeo je projekt "Božićna bajka", oslikavanjem čak 100 metara dugog platna.
- 23. prosinca 2008. - izložba u zadarskom Arsenalu na kojoj je posebno djeci, predstavio svoj likovni opus.
- 1. rujna 2011. - izveo je u portu Vrgade performance kojim je nastavljen projekt "Pop art revolution" započet 2010 godine na najjužnijem otoku Zadarske županije, a poznat je i pod još nekim nazivima kao 888 i Ikarov let

### Istaknuta djela
- Plakat za Antu Gotovinu
- Plakat za posjet pape Ivana Pavla II. Dubrovniku

1. ↑  Ćavar, Boris. Umro je Branimir Čilić: U znaku križa ćes pobjediti. Večernji.ba. Pristupljeno 14. siječnja 2025.